# Кириловка (Арзамаський район)
Кириловка (рос. Кирилловка) — село в Арзамаському районі Нижньогородської області Російської Федерації.
Населення становить 1555 осіб. Входить до складу муніципального утворення Кириловська сільрада.

## Історія
Від 2009 року входить до складу муніципального утворення Кириловська сільрада.

## Населення
| 1999 | 2002  | 2010  |
| ---- | ----- | ----- |
| 1431 | ↗1481 | ↗1555 |